# Nährbier

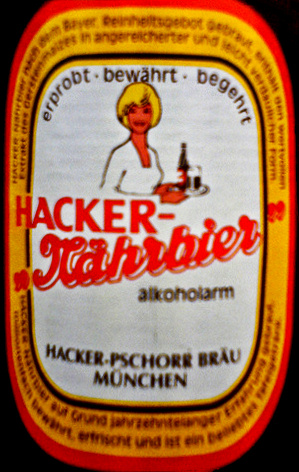
Etikett „Hacker-Nährbier“

Nährbier ist eine besondere Biersorte.
Dieses dunkle Bier ist dadurch gekennzeichnet, dass es besonders nahrhaft und malzig ist. Der Geschmack ist süßlich. Lange Jahre galt Nährbier als besonderes Stärkungsmittel („diätetischer Malztrunk“) für Kranke, Schwache, Rekonvaleszenten und stillende Mütter. Um die Wirkung zu verstärken, wurde es gelegentlich zusätzlich erwärmt und mit rohem Ei verquirlt.
Gemäß dem Reinheitsgebot darf Bier nur aus den Zutaten Hopfen, Malz, Hefe und Wasser bestehen. In den 1960er Jahren gab es aus diesem Grund gerichtliche Auseinandersetzungen (Süßbier-Krieg), da Malzbier-Lieferungen nach Bayern beschlagnahmt wurden, wenn diesen Zucker zugesetzt worden war. Getränke mit Zuckerzusatz müssen demnach als Malztrunk bezeichnet werden.

## Inhaltsstoffe
Malzgetränke enthalten Eiweiß, Mineralien und Kohlenhydrate sowie Vitamin-B-Komplexe aus der Bierhefe. Verglichen mit ihrem hohen Nährwert haben Malzgetränke relativ wenig Nahrungsenergie. Während Fruchtsäfte im Durchschnitt 210 kJ (= 51 kcal) pro 100 g beinhalten, liegt Nährbier ca. 10 % niedriger bei 192 kJ (= 46 kcal) pro 100 g.

## Alkoholgehalt
Mit weniger als 0,5 Vol-% Alkohol ist es deutlich alkoholärmer als normale Biere. Der niedrige Alkoholgehalt rührt daher, dass überwiegend untergärig gebraut und sehr niedrig vergoren wird.

## Vertrieb

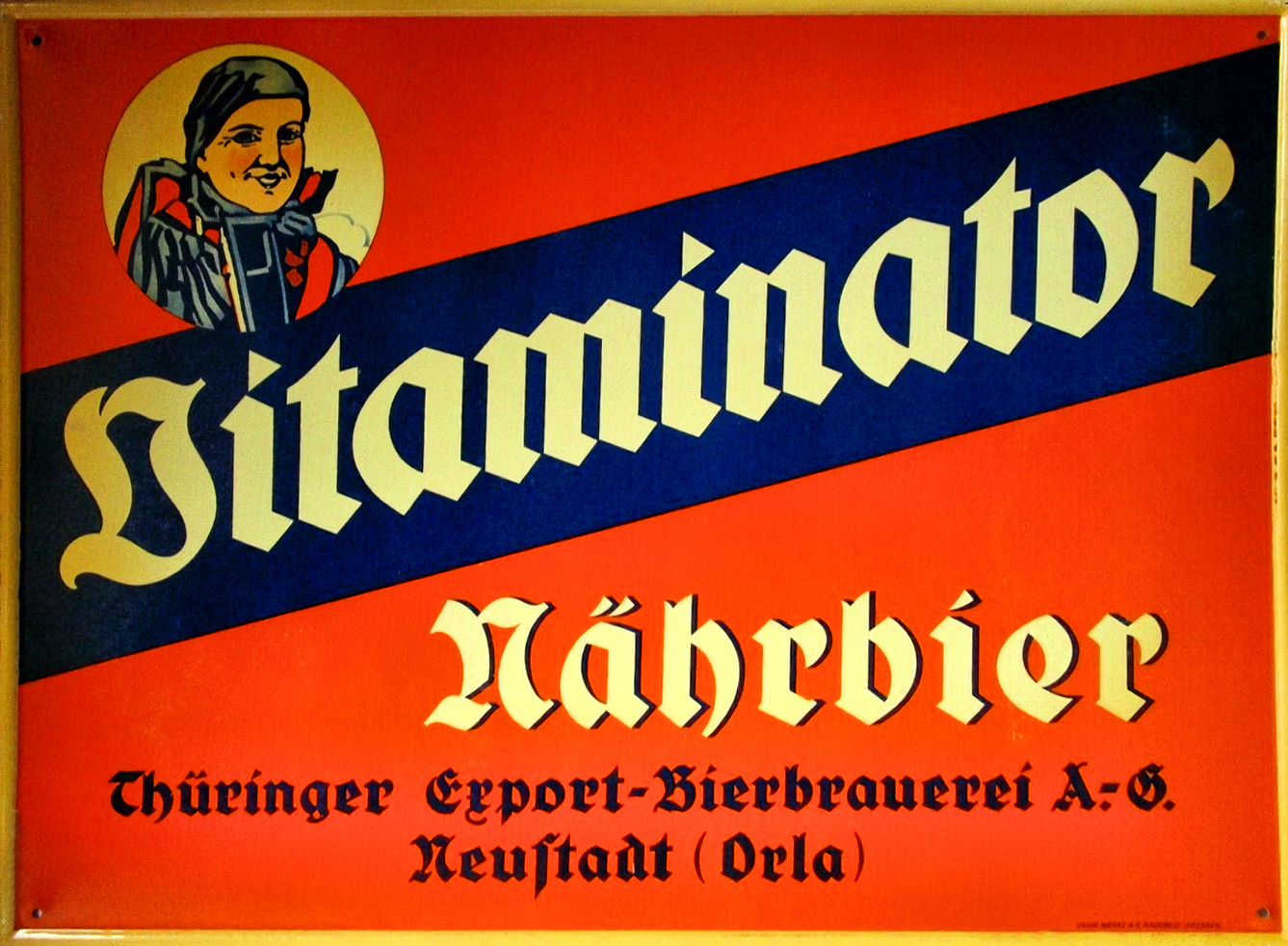
Nährbier Vitaminator um 1930

Viele Brauereien von Nährbier (wie Hacker-Pschorr im Jahr 2008) haben in den vergangenen Jahren die Produktion eingestellt. Die 1884 gegründete und 1991 geschlossene Thüringer Export Bierbrauerei Aktiengesellschaft aus Neustadt a. d. Orla bot in den 1930er Jahren ein Nährbier namens Vitaminator an.  Nährbier ist nahezu vom deutschen Markt verschwunden. Unter der Bezeichnung Doppelcaramel werden von verschiedenen ostdeutschen Brauereien derzeit noch Produkte dieser Art angeboten.